# Wiktor Majewski
Wiktor Adam Majewski (ur. 12 stycznia?/24 stycznia 1896 we Władykaukazie, zm. ?) – podpułkownik dyplomowany piechoty Wojska Polskiego, kawaler Orderu Virtuti Militari.

## Życiorys
Urodził się we Władykaukazie, w rodzinie Jana. Do Wojska Polskiego został przyjęty z byłych Korpusów Wschodnich i byłej armii rosyjskiej. Służył w 48 Pułku Piechoty Strzelców Kresowych. 3 maja 1922 został zweryfikowany w stopniu kapitana ze starszeństwem z 1 czerwca 1919 i 249. lokatą w korpusie oficerów piechoty. W lipcu tego roku został przeniesiony do 12 Pułku Piechoty w Wadowicach na stanowisko pełniącego obowiązki dowódcy III batalionu, detaszowanego w Krakowie. 31 marca 1924 został mianowany majorem ze starszeństwem z 1 lipca 1923 i 80. lokatą w korpusie oficerów piechoty. Po awansie został zatwierdzony na stanowisku dowódcy III baonu. W kwietniu 1928 został przeniesiony do 34 Pułku Piechoty w Białej Podlaskiej na stanowisko dowódcy III batalionu. 23 grudnia 1929, po ukończeniu kursu próbnego i odbyciu „przepisanego stażu liniowego”, został powołany do Wyższej Szkoły Wojennej w Warszawie, w charakterze słuchacza dwuletniego kursu 1929/31. 24 grudnia 1929 został mianowany podpułkownikiem ze starszeństwem z 1 stycznia 1930 i 10. lokatą w korpusie oficerów piechoty. Z dniem 1 września 1931, po ukończeniu kursu i otrzymaniu dyplomu naukowego oficera dyplomowanego, został przeniesiony do 54 Pułku Piechoty Strzelców Kresowych w Tarnopolu na stanowisko zastępcy dowódcy pułku. W lipcu 1935 został przeniesiony do 77 Pułku Piechoty w Lidzie na stanowisko dowódcy pułku. W czerwcu 1939 objął dowództwo 18 Pułku Piechoty i na jego czele walczył w kampanii wrześniowej.
Dostał się do niemieckiej niewoli. Początkowo przebywał w Oflagu II A. 14 listopada 1940 został przeniesiony do Oflagu II B Arnswalde, a 15 maja 1942 do Oflagu II D Gross-Born .

## Ordery i odznaczenia
- Krzyż Srebrny Orderu Wojskowego Virtuti Militari nr 6910 – 10 maja 1922[20]
- Krzyż Niepodległości (3 maja 1932)[21]
- Krzyż Walecznych (dwukrotnie)[22]
- Złoty Krzyż Zasługi (19 marca 1937)[23][24]
- Medal Zwycięstwa („Médaille Interalliée”)[25]